# W Dole (Jerzmanowice)
W Dole – część wsi Jerzmanowice w Polsce położona w województwie małopolskim, w powiecie krakowskim, w gminie Jerzmanowice-Przeginia.
W latach 1975–1998 W Dole administracyjnie należało do województwa krakowskiego.